# Sneak 'N Peek
Sneak 'N Peek é um jogo eletrônico que simula a brincadeira esconde-esconde para videogame. Dois jogadores tinham como cenário um casarão, composto de uma sala de estar e três quartos com armários. Do lado de fora da casa havia diversos locais para se esconder, como embaixo do assoalho e atrás da casa.
Com um cenário bem simples, o jogo da 30 segundos para o jogador 1 se esconder enquanto o jogador 2 literalmente tapa os olhos. Depois o jogador 2 tem 30 segundos para encontrar o jogador 1.